# Cosmic Troubadour
Cosmic Troubadour è il secondo album in studio del bassista statunitense Billy Sheehan, pubblicato nel 2005.

## Tracce
Testi e musiche di Billy Sheehan.
1. Toss It on the Flame – 4:55
2. Back in the Day – 4:59
3. The Suspense Is Killing Me – 3:21
4. From the Backseat – 5:37
5. Don't Look Down – 3:40
6. Something She Said – 2:46
7. Dreams of Discontent – 5:10
8. Dig a Hole – 3:07
9. Taj – 3:42
10. The Lift – 3:49
11. A Tower in the Sky – 5:48
12. Long Walk Home – 3:17
13. Indisputable Truth – 3:01
14. Hope – 4:54
15. A Million Tears Ago – 6:22

## Formazione
- Billy Sheehan – voce, basso, chitarra, chitarra 12 corde
- Ray Luzier – chitarra, batteria, campionamento
- Simone Sello – chitarra, campionamento